# Romy Dalebout
Romy Dalebout (17 januari 1999) is een Nederlands voetbalspeelster.
Zij speelde vanaf seizoen 2015–16 bij het Talententeam van ADO Den Haag, en viel enkele malen in bij het eerste team in de Eredivisie Vrouwen. In de zomer van 2020 stapt ze over naar het vrouwenelftal van Ter Leede dat in de Topklasse speelt.

## Statistieken
| Seizoen | Club         | Land      | Competitie | Wedstrijden | Doelpunten |
| ------- | ------------ | --------- | ---------- | ----------- | ---------- |
| 2015/16 | ADO Den Haag | Nederland | Eredivisie | 0           | 0          |
| 2016/17 | ADO Den Haag | Nederland | Eredivisie | 0           | 0          |
| 2017/18 | ADO Den Haag | Nederland | Eredivisie | 3           | 0          |
| 2018/19 | ADO Den Haag | Nederland | Eredivisie | 1           | 0          |
| 2019/20 | ADO Den Haag | Nederland | Eredivisie | 0           | 0          |
| 2020/21 | Ter Leede    | Nederland | Topklasse  |             |            |
| Totaal  | Totaal       | Totaal    | Totaal     | 4           | 0          |

Laatste update: augustus 2020

## Interlands
Dalebout hoorde wel bij de selectie van Oranje O17 en O19, maar is nooit als speelster opgeroepen.

## Privé
1 Lorsheijd ·
2 Vonk ·
3 Noordermeer ·
4 Pijnacker Hordijk ·
5 Nelemans ·
6 Raaijmakers  ·
7 Van Raay ·
8 Van den Goorbergh ·
9 Loonen ·
10 Van Oosten ·
11 Viehoff ·
14 Remmers ·
15 Van den Ende ·
16 Grimmius ·
18 Glotzbach ·
19 Boerboom ·
20 Van Mierlo ·
21 Burgers ·
23 Dupon ·
24 Van Egmond ·
35 Bol ·
Coach: Glotzbach
Assistent-coach: Van Tol